# World Family of Radio Maria

Radio Maria

World Family of Radio Maria ist der Name des weltweiten Senderverbunds von Hörfunksendern, deren Selbstverständnis die Verkündigung des katholischen Glaubens ist. Obwohl die Sender nicht offiziell zur katholischen Kirche gehören, gibt es offene Kooperationen zwischen den Trägervereinen und den örtlichen Diözesen.

## Geschichte
Entstanden ist der Senderverbund 1998 in Italien. Die Anfänge liegen im Jahr 1983, als in einer Pfarre der Erzdiözese Mailand mit der Montage einer Sendeantenne auf dem Kirchendach in der Provinz Como eines von unzähligen Pfarrradios entstand. Gestützt durch Emanuele Ferrario (1930–2020), einen ehemaligen Molkereibesitzer, der sich in der Pfarre niederließ, entstand in den folgenden Jahren ein landesweites Sendernetz. Inzwischen gehören über 80 Radiosender weltweit zum Verbund, darunter Radio Horeb (Deutschland), Radio Maria Österreich, Radio Maria in der Schweiz und Radio Maria (Italien). Das nationalkonservative und antisemitische polnische Radio Maryja ist nicht Mitglied des Senderverbundes.
Der deutsche Sender Radio Maria, der später in den Sendeverbund einging und von Hubert Liebherr geleitet wurde, war seit 1990 mit marianischen Gruppen wie der Katholischen Pfadfinderschaft Europas, den Dienern Jesu und Mariens, dem Engelwerk und der Marianischen Priesterbewegung stimmberechtigtes Mitglied des heute nicht mehr tätigen Vereinigten Apostolat Mariens (VAM).

## Sender des Verbunds
Standardsortierung: primär Kontinent (Amerika, Afrika, Asien/Ozeanien, Europa), sekundär Sprache; weitere Sortierungen sind über die Spaltenköpfe einstellbar, komplexe Sortierungen erst sekundär, danach primär sortieren.
| Land                                      | Sprache                                                    | Sendername                                      | Sendestart                  | Internetadresse | Verbreitung | kirchliche Ausrichtung und Verbundenheit                                                                              |
| ----------------------------------------- | ---------------------------------------------------------- | ----------------------------------------------- | --------------------------- | --- | --- | --- |
| USA                                       | Englisch                                                   | Radio Maria (Vereinigte Staaten), Alexandria    | 25. Mai 2000                | www.radiomaria.us | MW und UKW in Louisiana, Mississippi, Ohio, Pennsylvania, Texas und Wisconsin HD-Radio in Miami, Florida (Tonspur bei KJMJ.)                                                                          | Römisch-katholische Kirche in den Vereinigten Staaten                                                                 |
| Kanada                                    | Französisch, Englisch, Italienisch                         | Radio Maria (Kanada)                            | 5. Mai 1995                 | www.radiomaria.ca | UKW über Kooperationspartner: Montréal 91,3, Toronto 100,7 | Römisch-katholische Kirche in Kanada                                                                                  |
| USA                                       | Italienisch                                                | Radio Maria (Vereinigte Staaten)                |                             | nyi.radiomariausa.org | UKW über Sendeanlagen der Kommunikationsbehörden in New York City, Chicago und Bridgeport (Connecticut)                                                                                               | Römisch-katholische Kirche in den Vereinigten Staaten                                                                 |
| Brasilien                                 | Portugiesisch                                              | Radio Maria (Brasilien)                         | 13. Mai 2006                | www.radiomaria.net.br | UKW 107,9 MHz in Brasilia | Römisch-katholische Kirche in Brasilien                                                                               |
| Argentinien                               | Spanisch                                                   | Radio María Argentina                           | 8. Dezember 1996            | www.radiomaria.org.ar | Landesweite Abdeckung mit Mittelwelle und UKW | Römisch-katholische Kirche in Argentinien                                                                             |
| Bolivien                                  | Spanisch                                                   | Radio Maria (Bolivien)                          | 12. Dezember 1999           | www.radiomaria.org.bo | UKW landesweit | Römisch-katholische Kirche in Bolivien                                                                                |
| Chile                                     | Spanisch                                                   | Radio Maria (Chile)                             | 15. August 1996             | www.radiomaria.cl | UKW landesweit | Römisch-katholische Kirche in Chile                                                                                   |
| Costa Rica                                | Spanisch                                                   | Radio Maria (Costa Rica)                        | 12. September 2004          | www.radiomaria.cr | MW 610 kHz in der Provinz San José | Römisch-katholische Kirche in Costa Rica                                                                              |
| Dominikanische Republik                   | Spanisch                                                   | Radio Maria (Dominikanische Republik)           | 19. März 2007               | www.radiomaria.org.do | MW 1240 kHz | Römisch-katholische Kirche in der Dominikanischen Republik                                                            |
| Ecuador                                   | Spanisch                                                   | Radio María (Ecuador)                           | 7. Oktober 1998             | www.radiomariaecuador.org | UKW landesweit | Römisch-katholische Kirche in Ecuador                                                                                 |
| El Salvador                               | Spanisch                                                   | Radio Maria (El Salvador)                       | 15. September 2001          | www.radiomaria.org.sv | MW: 810 kHz und UKW 107,3 MHz in San Salvador | Römisch-katholische Kirche in El Salvador                                                                             |
| Guatemala                                 | Spanisch                                                   | Radio Maria (Guatemala)                         | 8. September 1997           | www.radiomaria.org.gt | UKW landesweit | Römisch-katholische Kirche in Guatemala                                                                               |
| Kolumbien                                 | Spanisch                                                   | Radio Maria (Kolumbien)                         | 1. Oktober 1996             | www.radiomariacol.org | Mittelwelle in größeren Städten | Römisch-katholische Kirche in Kolumbien                                                                               |
| Mexiko                                    | Spanisch                                                   | Radio Maria (Mexiko)                            | 31. Mai 2003                | www.radiomariamexico.com | Mehrere Stationen, Haupteigentümer Kulturstiftung der Mexikanischen Gesellschaft | Römisch-katholische Kirche in Mexiko                                                                                  |
| Nicaragua                                 | Spanisch                                                   | Radio Maria (Nicaragua)                         | 4. September 2001           | www.radiomaria.org.ni | UKW in größeren Städten, in Managua stundenweise über Kooperationspartner | Römisch-katholische Kirche in Nicaragua                                                                               |
| Panama                                    | Spanisch                                                   | Radio Maria (Panama)                            | 5. August 1998              | www.radiomaria.org.pa | UKW landesweit | Römisch-katholische Kirche in Panama                                                                                  |
| Paraguay                                  | Spanisch                                                   | Radio Maria (Paraguay)                          | 12. Dezember 2002           | www.radiomaria.org.py | UKW 107,3 MHz auf Ascension | Römisch-katholische Kirche in Paraguay                                                                                |
| Peru                                      | Spanisch                                                   | Radio Maria (Peru)                              | 13. Mai 1995                | www.radiomariaperu.org | UKW landesweit | Römisch-katholische Kirche in Peru                                                                                    |
| Uruguay                                   | Spanisch                                                   | Radio Maria (Uruguay)                           | 31. Mai 2005                | www.radiomaria.org.uy | UKW in größeren Städten, MW 1470 kHz in Melo | Römisch-katholische Kirche in Uruguay                                                                                 |
| USA                                       | Spanisch                                                   | Radio Maria (Vereinigte Staaten)                |                             | www.radiomariausa.org http://mas.radiomariausa.org/ nys.radiomariausa.org http://www.radiomariachicago.com/ https://www.radiomariahouston.com/ | UKW über Sendeanlagen der Kommunikationsbehörden in Boston, New York City, Washington, Chicago und Houston                                                                                            | Römisch-katholische Kirche in den Vereinigten Staaten                                                                 |
| Venezuela                                 | Spanisch                                                   | Radio Maria (Venezuela)                         | 1. November 2004            | www.radiomaria.org.ve | MW 1450 kHz in Caracas | Römisch-katholische Kirche in Venezuela                                                                               |
| Malawi                                    | Chichewa                                                   | Radio Maria (Malawi)                            | 24.08.1999                  | www.radiomaria.mw | UKW-Verbreitung im Grenzgebiet zu Mosambik | Römisch-katholische Kirche in Malawi                                                                                  |
| Liberia                                   | Englisch                                                   | Radio Maria (Liberia)                           | 08.12.2016                  | | landesweit (überwiegend) | Römisch-katholische Kirche in Liberia                                                                                 |
| Kenia                                     | Englisch                                                   | Radio Maria (Kenia)                             | 19.08.2008                  | www.radiomaria.co.ke | UKW 88,1 MHz im Bistum Muranga | Römisch-katholische Kirche in Kenia                                                                                   |
| Lesotho                                   | voraussichtl. Englisch                                     | Radio Maria Lesotho                             | unbekannt (Verein: 12/2017) | | voraussichtl. Webradio (vorerst) | Römisch-katholische Kirche in Lesotho                                                                                 |
| Sambia                                    | Englisch                                                   | Radio Maria (Sambia)                            | 21.06.1999                  | www.radiomaria.org.zm | UKW in größeren Städten, auch Grenzgebiete zu Malawi und Mosambik | Römisch-katholische Kirche in Sambia                                                                                  |
| Sierra Leone                              | Englisch                                                   | Radio Maria (Sierra Leone)                      | 01.01.2004                  | www.radiomaria.sl | UKW in größeren Städten | Römisch-katholische Kirche in Sierra Leone                                                                            |
| Südafrika                                 | Englisch, Zulu, Sesotho, Setswana                          | Radio Veritas                                   | ??.??.????                  | www.radioveritas.co.za | UKW-Netzwerk; MW 576 kHz in Meyerton | Römisch-katholische Kirche in Südafrika                                                                               |
| Tansania                                  | Englisch und Suaheli                                       | Radio Maria (Tansania)                          | 26.04.1996                  | www.radiomaria.co.tz | UKW in größeren Städten | Römisch-katholische Kirche in Tansania                                                                                |
| Uganda                                    | Englisch                                                   | Radio Maria (Uganda)                            | 01.03.1996                  | www.radiomaria.ug | UKW in größeren Städten | Römisch-katholische Kirche in Uganda                                                                                  |
| Burkina Faso                              | Französisch, Mooré                                         | Radio Ave Maria                                 | 12.12.1993                  | www.radiomariaburkinafaso.org | 91,6 MHz in Ouagadougou, 96,9 MHz in Koupéla | Römisch-katholische Kirche in Burkina Faso                                                                            |
| Burundi                                   | Französisch, Kirundi                                       | Radio Maria (Burundi)                           | 17.04.2004                  | www.radiomaria.bi | UKW in größeren Städten | Römisch-katholische Kirche in Burundi                                                                                 |
| Demokratische Republik Kongo              | Französisch, Lingala, Suaheli                              | Radio Maria Congo                               | 25.03.2009                  | www.radiomaria.cd | Bukavu, Goma, Kananga, Kinshasa, Matadi, Kisangani, Lubumbashi | Römisch-katholische Kirche im Kongo                                                                                   |
| Elfenbeinküste                            | Französisch                                                | Radio Maria (Elfenbeinküste)                    | 12.10.2011                  | www.radiomaria.ci | UKW in größeren Städten | Römisch-katholische Kirche an der Elfenbeinküste                                                                      |
| Französisch-Guinea                        | Französisch                                                | Radio Voce della Pace                           | 19.12.2015                  | www.radiomaria.cd | Satellit, UKW in drei Metropolregionen | Römisch-katholische Kirche in der Republik Guinea                                                                     |
| Gabun                                     | Französisch                                                | Radio Maria (Gabun)                             | 04.07.2009                  | www.radiomariagabon.org | UKW in größeren Städten | Römisch-katholische Kirche in Gabun                                                                                   |
| Kongo                                     | Französisch                                                | Radio Maria Congo                               | 04/2006                     | www.radiomaria.cg | UKW in größeren Städten | Römisch-katholische Kirche in der Republik Kongo                                                                      |
| Madagaskar                                | Französisch                                                | Radio Maria (Madagaskar)                        | 25.03.2015                  | www.radiomaria.mg | | Römisch-katholische Kirche in Madagaskar                                                                              |
| Ruanda                                    | Kinyarwanda, sowie Französisch (Hauptsprache) und Englisch | Radio Maria (Ruanda)                            | 15.08.2004                  | www.radiomaria.rw | UKW fast landesweit | Römisch-katholische Kirche in Ruanda                                                                                  |
| Togo                                      | Französisch                                                | Radio Maria (Togo)                              | 19.03.1997                  | www.radiomaria.tg | UKW in größeren Städten | Römisch-katholische Kirche in Togo                                                                                    |
| Zentralafrikanische Republik              | Französisch                                                | Radio Maria Beafrica                            | 31.10.2007                  | www.radiomariacentrafrique.org | UKW in größeren Städten | Römisch-katholische Kirche in der Zentralafrikanischen Republik                                                       |
| Kamerun                                   | Französisch                                                | Verein Radio Maria (Association R. M. Cameroun) | 10.05.2011                  | www.radiomaria.cm | nur Webradio | Römisch-katholische Kirche in Kamerun                                                                                 |
| Mosambik                                  | Portugiesisch                                              | Radio Maria (Mosambik)                          | 02.06.1995                  | www.radiomaria.org.mz | UKW in größeren Städten | Römisch-katholische Kirche in Mosambik                                                                                |
| Äquatorialguinea                          | Spanisch                                                   | Radio Maria Guinea (Äquatorialguinea)           | 08.12.2014                  | www.radiomaria.gq | | Römisch-katholische Kirche in Äquatorialguinea                                                                        |
| Arabische Liga                            | Arabisch                                                   | Radio Mariam                                    | 08.12.2015                  | www.radiomariam.org | Webradio für alle arabischsprachigen christlichen Gemeinden weltweit | Römisch-katholische Kirche in China                                                                                   |
| Volksrepublik China                       | Chinesische Sprachen                                       | Radio Maria (Macao)                             | 19.07.2015                  | www.radiomaria.mo | | Römisch-katholische Kirche in China                                                                                   |
| Jordanien                                 | Arabisch                                                   | Radio Maria (Jordanien)                         |                             | www.radiomaria.ph | | Römisch-katholische Kirche in Jordanien                                                                               |
| Indien                                    | Englisch                                                   | Radio Maria (Indien)                            | 30. Juni 2013               | radiomaria.org.in | UKW in Kerala | Römisch-katholische Kirche in Jordanien                                                                               |
| Indonesien                                | Malaiische Sprachen                                        | Radio Maria (Indonesien)                        | 08.12.2008                  | www.radiomaria.co.id | UKW 104,2 FM in Medan, Nordsumatra | Römisch-katholische Kirche in Indonesien                                                                              |
| Irak                                      | Aramäische Sprachen                                        | Radio Maria Erbil                               | 2016                        | | UKW in der Ebene von Ninive | Römisch-katholische Kirche im Irak                                                                                    |
| Israel                                    | Hebräisch                                                  | Radio Maria Nazareth                            | 2018                        | | | Römisch-katholische Kirche in Israel                                                                                  |
| Libanon                                   | Französisch                                                | Stimme der Wohltätigkeit                        |                             | www.voiceofcharity.org | | Römisch-katholische Kirche im Libanon                                                                                 |
| Papua-Neuguinea                           | Englisch                                                   | Radio Maria (Papua-Neuguinea)                   | 08.12.2007                  | www.radiomariapng.org | UKW und Kurzwelle landesweit | Römisch-katholische Kirche in Papua-Neuguinea                                                                         |
| Syrien                                    | Arabisch                                                   | Radio Maria (Syrien)                            |                             | | | Römisch-katholische Kirche in Syrien                                                                                  |
| Albanien                                  | Albanisch                                                  | Radio Maria (Albanien)                          | 03.07.2003                  | www.radiomaria.al | UKW-Sender in größeren Städten | Römisch-katholische Kirche in Albanien                                                                                |
| Kosovo                                    | Albanisch                                                  | Radio Maria (Kosovo)                            | 29.01.2013                  | www.radiomariakosove.org | | Römisch-katholische Kirche im Kosovo                                                                                  |
| Armenien                                  | Armenisch                                                  | Radio Maria (Armenien)                          | 05.12.2011                  | www.radiomariam.am | | Römisch-katholische Kirche in Armenien                                                                                |
| Österreich, Liechtenstein                 | Deutsch                                                    | Radio Maria Österreich                          | 12.09.1998                  | www.radiomaria.at | UKW teilweise; DVB-T2 über SimpliTV, Satellit, DAB im Bundesmux | Römisch-katholische Kirche in Österreich, Römisch-katholische Kirche in Liechtenstein                                 |
| Italien                                   | Deutsch                                                    | Radio Maria Südtirol                            | 16.07.1997                  | https://www.radiomaria.bz.it/ | UKW in Südtirol und Tirol | Römisch-katholische Kirche in Italien                                                                                 |
| Deutschland                               | Deutsch                                                    | Radio Horeb                                     | 08.12.1996                  | www.horeb.org | UKW gebietsweise; DAB im Bundesmux | Römisch-katholische Kirche in Deutschland                                                                             |
| Schweiz                                   | Deutsch                                                    | Radio Maria                                     | 13.06.2010                  | www.radiomaria.ch | DAB (2. Mux landesweit) | Römisch-katholische Kirche in der Schweiz                                                                             |
| Schweiz                                   | Französisch                                                | Radio Maria Suisse Romande                      | 08.09.2010                  | www.radiomaria-sr.ch | Webradio | Römisch-katholische Kirche in der Schweiz                                                                             |
| Irland                                    | Englisch                                                   | Radio Maria (Irland)                            | 13.05.2015                  | www.radiomaria.ie | | Römisch-katholische Kirche auf der Insel Irland                                                                       |
| Frankreich                                | Französisch                                                | Radio Maria (Frankreich)                        | 07.05.1998                  | www.radiomaria.fr | UKW in Frankreich und Monaco, DAB | Römisch-katholische Kirche in Frankreich                                                                              |
| Italien, Monaco, San Marino, Vatikanstadt | Italienisch                                                | Radio Maria (Italien)                           |                             | radiomaria.it | UKW überwiegende Abdeckung in Italien einschließlich Vatikan und Monaco, San Marino, Teile der Schweiz und Österreich und größere albanische Städte; DAB und DVB-T-Abdeckung gebietsweise in Italien. | Römisch-katholische Kirche in Italien, Römisch-katholische Kirche in San Marino, Römisch-katholische Kirche in Monaco |
| Bosnien und Herzegowina                   | Kroatisch                                                  | Radio Maria Bosnien und Herzegowina             | 08.12.2010                  | www.radiomarija.ba | UKW in Sarajevo und Banja Luka | Römisch-katholische Kirche in Bosnien und Herzegowina                                                                 |
| Kroatien                                  | Kroatisch                                                  | Radio Maria (Kroatien)                          | 22.02.1997                  | www.radiomarija.hr | UKW in Zagreb, Split und Virovitica | Römisch-katholische Kirche in Kroatien                                                                                |
| Lettland                                  | Lettisch                                                   | Radio Maria Lettonia                            | 08.12.2015                  | www.radiomaria.lv | | Römisch-katholische Kirche in Lettland                                                                                |
| Litauen                                   | Litauische Sprache                                         | Radio Maria (Litauen)                           | 30.08.2004                  | www.marijosradijas.lt | UKW landesweit | Römisch-katholische Kirche in Litauen                                                                                 |
| Malta                                     | Maltesisch                                                 | Radio Maria (Malta)                             | 31.05.1995                  | www.radjumarija.org | UKW inselweit | Römisch-katholische Kirche in Malta                                                                                   |
| Nordmazedonien                            | Mazedonisch                                                | Radio Maria (Nordmazedonien)                    | 08.12.2014                  | www.radiomaria.mk | | Römisch-katholische Kirche in Nordmazedonien                                                                          |
| Belgien                                   | Niederländisch                                             | Radio Maria (Belgien)                           | 18.04.2011                  | www.radiomaria.be | UKW und DAB hauptsächlich in Flandern | Römisch-katholische Kirche in Belgien                                                                                 |
| Niederlande                               | Niederländisch                                             | Radio Maria (Niederlande)                       | 02.02.2008                  | https://www.radiomaria.nl/ | DAB landesweit | Römisch-katholische Kirche in den Niederlanden                                                                        |
| Rumänien                                  | Rumänisch                                                  | Radio Maria Rumänien                            | 25.03.2006                  | www.radiomaria.ro | UKW in Siebenbürgen (Oradea, Zalău, Blaj und Baia Mare) | Römisch-katholische Kirche in Rumänien                                                                                |
| Russland                                  | Russisch                                                   | Radio Maria Russia                              | 12.04.1997                  | www.radiomaria.ru | 1053 kHz (Mittelwelle) in St. Petersburg, UKW 92,6 in Wyborg | Römisch-katholische Kirche in Russland                                                                                |
| Belarus                                   | Russisch                                                   | Radio Maria (Belarus)                           | 01.11.2016                  | www.radiomaria.by | | Römisch-katholische Kirche in Belarus                                                                                 |
| Serbien                                   | Serbisch                                                   | Radio Maria (Serbien)                           | 13.12.2003                  | www.radiomarija.rs www.mariaradio.rs | UKW in einzelnen Städten, v. a. in der Vojvodina und im Süden und Südosten | Römisch-katholische Kirche in Serbien                                                                                 |
| Spanien, Andorra                          | Spanisch                                                   | Radio Maria (Spanien)                           | 24.01.1998                  | www.radiomaria.es | UKW in Andorra und in größeren Städten, DAB nahezu flächendeckend | Römisch-katholische Kirche in Spanien                                                                                 |
| Ukraine                                   | Ukrainisch                                                 | Radio Maria Ucraina                             | 01.06.2010                  | www.radiomaria.org.ua | UKW 69,68 FM (OIRT) in Kiew | Römisch-katholische Kirche in der Ukraine                                                                             |
| Rumänien                                  | Ungarisch                                                  | Radio Maria Erdély                              | 25.03.2006                  | www.mariaradio.ro | UKW in Siebenbürgen (Oradea, Hargita und Tășnad) | Römisch-katholische Kirche in Rumänien                                                                                |
| Serbien                                   | Ungarisch                                                  | Radio Maria (Serbien)                           | 13.12.2003                  | www.radiomarija.rs www.mariaradio.rs | UKW in einzelnen Städten, v. a. in der Vojvodina und im Süden und Südosten | Römisch-katholische Kirche in Serbien                                                                                 |
| Slowakei                                  | Ungarisch                                                  | Radio Maria (Slowakei)                          | 20.05.2012                  | www.mariaradio.sk | | Römisch-katholische Kirche in der Slowakei                                                                            |
| Ungarn                                    | Ungarisch                                                  | Radio Maria (Ungarn)                            | 15.01.2006                  | www.mariaradio.hu | UKW landesweit | Römisch-katholische Kirche in Ungarn                                                                                  |
| Portugal                                  | Portugiesisch                                              | Radio Maria (Portugal)                          | 13.05.2021                  | www.radiomaria.pt | UKW-Sender in größeren Städten | Römisch-katholische Kirche in Portugal                                                                                |